# واکنش هوکر
واکنش هوکر (انگلیسی: Hooker reaction) واکنشی آلی است که طی آن شاخه کربنی یک naphthoquinone به وسیله پتاسیم پرمنگنات کاهیده شده و یک گروه متیلن جایگزین می‌شود.